# Ba-la-mật-đa
Ba-la-mật-đa (sa. pāramitā, pi. pāramī, zh. 波羅蜜多, bo. pha rol tu phyin pa ཕ་རོལ་ཏུ་ཕྱིན་པ་) là cách phiên âm thuật ngữ tiếng Phạn pāramitā, cũng được viết tắt là Ba-la-mật. Ba-la-mật-đa được dịch nghĩa là Đáo bỉ ngạn (zh. 到彼岸), Độ vô cực (度無極), Độ (度), Sự cứu cánh (zh. 事究竟). Mặc dù nghĩa "đáo bỉ ngạn" (đạt đến bờ bên kia) rất được thông dụng tại Đông Nam Á nhưng cách dịch nghĩa này có lẽ không chính xác theo từ nguyên trong tiếng Phạn. Cách dịch "sự cứu cánh" (chỗ tối hậu của sự việc) có vẻ đúng hơn và cũng được nhiều nhà Phật học hiện nay áp dụng. Nó tương đương từ perfection trong tiếng Anh và Vollkommenheit trong tiếng Đức.
Từ này chỉ đến các công hạnh của một vị Bồ Tát trong quá trình tu tập theo Đại thừa. Theo truyền thống thì có tất cả bốn nhóm Ba-la-mật-đa:
1. Lục Ba-la-mật-đa
2. Thập Ba-la-mật-đa
3. Tứ Ba-la-mật-đa
4. Mật giáo Ba-la-mật-đa

Tuy nhiên, các thành phần Ba-la-mật-đa của mỗi nhóm thay đổi tuỳ theo kinh văn.

## Các nhóm Ba-la-mật-đa

### Sáu Ba-la-mật-đa (Lục Ba-la-mật-đa)
Theo Phật giáo Đại thừa, kinh Diệu pháp liên hoa thì sáu điều toàn hảo là (từ gốc trong tiếng Phạn):
1. Bố thí ba-la-mật-đa (zh. 布施波羅蜜多, sa. dāna-pāramitā): Sự toàn hảo trong việc hiến tặng, cung ứng vật cho người khác.
2. Giới ba-la-mật-đa (zh. 戒波羅蜜多, sa. śīla-pāramitā): sự toàn hảo trong việc nghiêm túc chấp trì giới, giới luật, sát nghĩa trong Phật giáo là 5 giới cho cư sĩ và các cấm giới cho tăng và ni, người xuất gia
3. Nhẫn ba-la-mật-đa (zh. 忍波羅蜜多, sa. kṣānti-pāramitā): sự kiên nhẫn/chịu đựng/chấp nhận toàn hảo
4. Tinh tấn ba-la-mật-đa (zh. 精進波羅蜜多, sa. vīrya-pāramitā): tinh tấn, cố gắng, kiên trì
5. Thiền định ba-la-mật-đa (zh. 禪波羅蜜多, sa. dhyāna-pāramitā): Toàn hảo trong lĩnh vực thiền/thiền định
6. Trí huệ ba-la-mật-đa (zh. 慧波羅蜜多, sa. prajñā-pāramitā): trí huệ toàn hảo

Sau này Thập địa kinh (zh. 十地經, sa. daśabhūmikasūtra) liệt kê thêm bốn:
7. Phương tiện ba-la-mật-đa (zh. 方便波羅蜜多, sa. upāya-pāramitā): Sự toàn hảo trong lúc dùng các phương tiện (giáo hoá)
8. Nguyện ba-la-mật-đa (zh. 願波羅蜜多, sa. praṇidhāna-pāramitā): lòng quyết tâm, ý nguyện thực hiện toàn hảo
9. Lực ba-la-mật-đa (zh. 力波羅蜜多, sa. bala-pāramitā): sự toàn hảo của năng lực.
10. Trí ba-la-mật-đa (zh. 智波羅蜜多, sa. jñāna-pāramitā): sự toàn hảo của trí lực.

### Mười Ba-la-mật-đa
Theo Thượng tọa bộ (hay Phật giáo Theravada), mười điều hoàn thiện (pa. pāramī) là (từ gốc trong tiếng Pali):
1. Dāna (sa. dāna): bố thí
2. Sīla (sa. śīla): trì giới
3. Nekkhamma (sa. niṣkramaṇa): xuất gia (từ bỏ cuộc sống tại gia cư sĩ)
4. Paññā (sa.prajñā): trí tuệ
5. Viriya (sa. vīrya): tinh tấn
6. Khanti (sa. kṣānti): nhẫn nại
7. Sacca (sa. satya): chân thật
8. Adhiṭṭhāna (sa. adhiṣṭhāna): quyết định
9. Mettā (sa. maitrī): tâm từ
10. Upekkhā (sa. upekṣā): tâm xả (xem Tứ Phạm trú)